# Loratadina
La loratadina es un fármaco antihistamínico (antagonista de los receptores H₁) prescrito para tratar síntomas de resfriados y reacciones alérgicas como estornudos, picazón, congestión nasal, ojos llorosos, enrojecimiento ocular y/o sarpullidos con erupción o urticaria. Es un antihistamínico de segunda generación que cruza poco la barrera hematoencefálica y no actúa en receptores muscarínicos, α-adrenérgicos ni serotoninérgicos. Por esta razón, los pacientes reportan menos efectos adversos y menos sedación. El fármaco suele ser bien tolerado por el paciente y en el hígado se metaboliza en otro fármaco denominado desloratadina.

## Historia
En 1937, el farmacólogo Daniel Bovet descubrió una sustancia que bloqueaba el efecto de la histamina en los conejillos de indias. Esto abrió la posibilidad del desarrollo de los primeros medicamentos antihistaminérgicos. Posteriormente, en 1950, fármacos como la difenhidramina (Benadryl) y la clorfeniramina (clorotrimeton) eran populares para el tratamiento de resfriados y alergias; sin embargo, como efectos secundarios provocan somnolencia, dificultad para la concentración y la memoria e interrupción de las fases reparadoras del sueño. Por tal motivo, se empezó a trabajar en fármacos que antagonizaran los efectos de la histamina (véase antihistamínicos) y que, a su vez, no tuvieran los efectos secundarios mencionados.
A mediados de 1970 la empresa farmacéutica Schering-Plough pidió a Charles Magatti, quien tenía un doctorado en química de la Universidad de Rutgers, junto a otros dos científicos, que buscaran un antihistamínico que no generara efectos secundarios en el sistema nervioso central.
Magatti y su equipo comenzaron con un antihistamínico de primera generación al cual le eliminaron los componentes que le permitían filtrar a través de las paredes de los vasos del cerebro. Después de varios intentos, finalmente lograron aislar una molécula que otros equipos científicos señalaron con ausencia de adormecimiento en roedores. Magatti aumentó la potencia de la molécula imitando la estructura del clorfenamina, es decir, agregando una molécula de cloro. Este fue el inicio de la loratadina (Clarityne, uno de sus nombres comerciales).
Posteriormente, Magatti y el fármaco se separaron. El científico y su equipo continuaron trabajando en otros medicamentos mientras que la loratadina, a manos de la farmacéutica Schering-Plough, se introdujo al mercado farmacéutico en Bélgica para el año 1988 y se presentó formalmente como solicitud de nuevo medicamento (NDA) a la Administración de Alimentos y Medicamentos (FDA) el 31 de octubre de 1986. Desafortunadamente, el fármaco Seldane® (terfenadina), fabricado por Marion Merrell Dow, había sido aprobado el año anterior y el fármaco Hismanal (astemizol) estaba bajo revisión de la FDA, por lo que a la loratadina se le asignó la prioridad más baja de revisión ya que, según la FDA, era un fármaco que ofrecía poca o ninguna ganancia terapéutica y por ello no significaba un avance científico. 
Schering-Plough, motivado por el éxito de Seldane, persiguió firmemente la aprobación de la loratadina. Durante seis años y medio, la farmacéutica presentó 37 enmiendas importantes a su solicitud, cambió la formulación de cápsulas a tabletas y superó varios obstáculos para convencer a los revisores de la FDA que el medicamento era efectivo sin causar somnolencia y que la dosis de 10 miligramos era la adecuada.
Una noche en noviembre de 1989, una mujer de 39 años fue llevada al Centro Médico Naval Nacional en Bethesda (Maryland) después de un desmayo. Mientras los médicos investigaban, descubrieron que la paciente había perdido el conocimiento cuatro veces en un periodo de dos días y que había estado tomando Seldane junto con ketoconazol. Dado la presencia del caso inusual, la investigación continuó y dio a la luz informes previos de irregularidades peligrosas en los latidos del corazón en pacientes a quienes se les había recetado Seldane. Se encontró que el riesgo estaba relacionado con el uso de ketoconazol o eritromicina; sin embargo, en 1992, la FDA ordenó declaraciones de advertencia en la parte superior de la etiqueta y de los envases de Seldane e Hismanal.
Esto fue una buena noticia para la loratadina. Debido a las críticas y a las preocupaciones sobre los otros antihistamínicos, la FDA comenzó a creer que sería beneficioso dar a la venta la loratadina. Finalmente, en abril de 1993, luego de 77 meses de que Schering-Plough había dado inicio a la solicitud, la FDA aprobó el fármaco.

## Descripción
El proceso de síntesis del medicamento comprende someter un haluro de bencilo sustituido a cianación (adición de un grupo cianuro -CN) en un sistema bifásico, dos fases líquidas diferentes, usando solventes inmiscibles en agua por método no conocido. Posteriormente el fenilacetonitrilo, obtenido en el paso anterior, debe condensarse in situ con éster nicotínico en presencia de alcóxido de metal alcalino y solvente orgánico inmiscible en agua con la finalidad de obtener cetonitrilo. Luego se hidroliza, descarboxilando, el cetonitrilo en un ambiente ácido por debajo de 60 °C, convirtiéndolo en una cetona. Se somete la cetona a reducción seguida de N-oxidación, cianación e hidrólisis por cualquier método conocido para obtener ácido picolínico. La molécula anterior se trata con un compuesto organometálico que contenga magnesio para producir carbinol. Se purifica el carbinol con un agente purificador seleccionado de un solvente orgánico miscible en agua polar seguido de deshidratación con ácido sulfúrico puro a temperaturas inferiores a 50 °C para obtener N.metilo (olefina), el cual se somete a N-carbetoxilación para producir loratadina.

## Farmacocinética

### Vías de administración
La administración de este fármaco se realiza mediante vía oral.

### Absorción
La loratadina se absorbe rápidamente en el tracto gastrointestinal alcanzando la concentración sanguínea máxima en 1 o 2 horas (4,7 ng/ml en una dosis de 10 mg). Tiene una biodisponibilidad de casi el 100%.

### Distribución
Este fármaco se une en un 97-99% a proteínas plasmáticas ya que presenta baja solubilidad en agua (<1 mg/mL a 25 °C) y necesita que medien su transporte. Tiene un pKa de 5,25; por lo tanto, es un ácido débil que estaría siendo transportado principalmente por la albúmina.

### Metabolismo y metabolitos
La loratadina se metaboliza en el hígado por las enzimas CYP3A4 y CYP2D6 (sufre metabolismo del primer paso) que lo convierten en descarboetoxiloratadina, que es 4 veces más activa que la Loratadina. La descarboetoxiloratadina se hidroliza a desloratadina, que es el principal metabolito activo de la loratadina y al que se le atribuyen los efectos farmacológicos. La descarboetoxiloratadina y la desloratadina se conjugan con ácido glucurónico por la enzima UDP-glucuronosiltransferasa 2B10 para ser eliminado.

### Excreción
La loratadina se elimina en menos del 1% como fármaco inalterado durante un periodo de 10 días. Un 40% del medicamento se excreta por la orina, mientras que un 42% se excreta en las heces.
La semivida media de eliminación en adultos es de 8,4 horas para loratadina y 27 horas para el metabolito activo principal, la desloratadina. En ancianos la semivida de eliminación aumenta y el área bajo la curva y la concentración máxima (Cmax) son mayores que las descritas en poblaciones más jóvenes; sin embargo, no es necesario el reajuste de dosis.

## Farmacodinamia

### Mecanismo de acción
La loratadina es un antihistamínico tricíclico que tiene una selectiva y periférica acción antagonista H₁. No impide la liberación de histamina, sino que compite con la histamina en los receptores H₁, tal como se observa en la figura 1. El antagonismo competitivo de la loratadina bloquea la unión de la histamina con el receptor y evita así los efectos de la misma sobre los receptores del tracto digestivo, útero, grandes vasos y músculos bronquiales. Este fármaco no penetra de manera efectiva en el sistema nervioso central debido a su menor carácter lipofílico. Esto da como resultado una menor posibilidad de efectos depresores del SNC, como somnolencia, sedación y alteración de la función psicomotora.

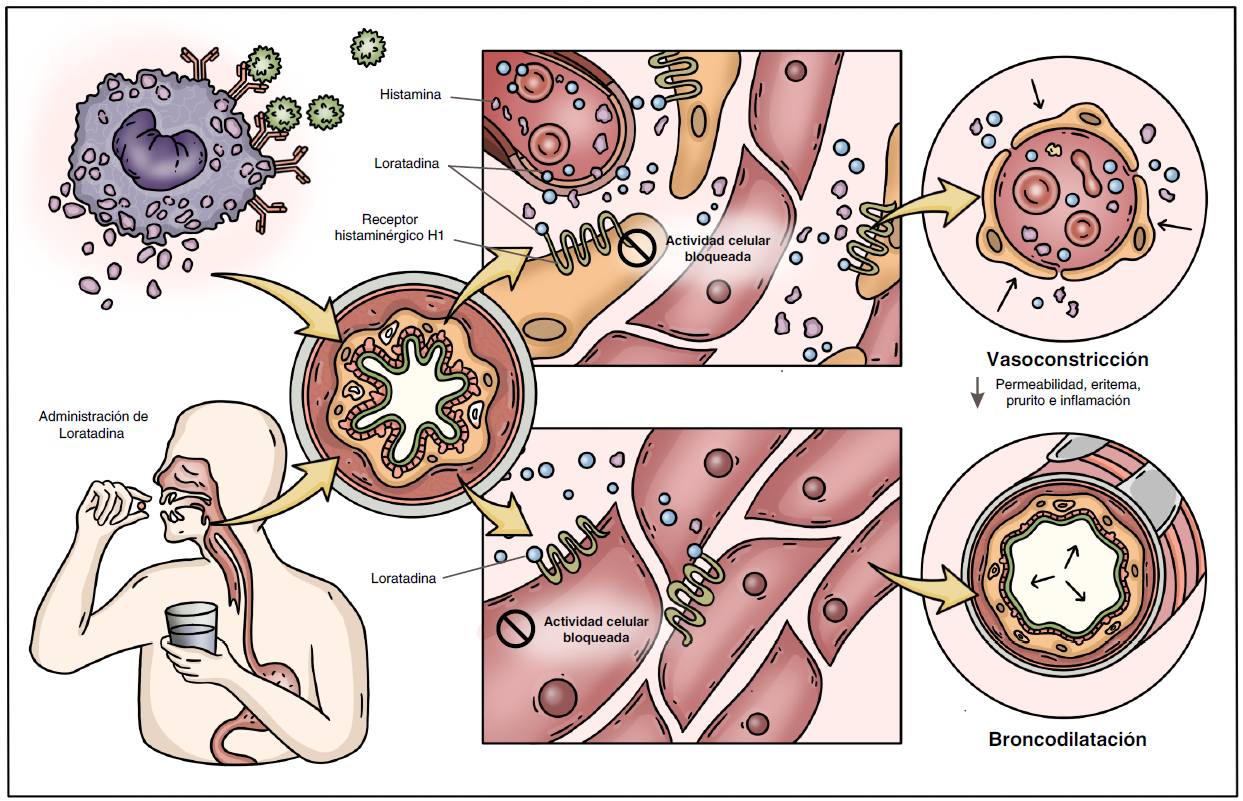
Figura 1. Antagonismo competitivo de la Loratadina en receptores H₁ y sus efectos farmacológicos.

La acción antagonista en los receptores H₁, disminuye la permeabilidad capilar, por lo que es más eficaz usarlo como profilaxis en lugar de una vez iniciada la reacción alérgica.
La loratadina no se une a receptores muscarínicos, α-adrenérgicos, serotoninérgicos ni dopaminérgicos. 

### Efectos farmacológicos
El antagonismo de los receptores H₁, presenta los siguientes efectos sistémicos:
- Inhiben la constricción del músculo liso respiratorio e inhiben efectos vasodilatadores.
- Disminuye la permeabilidad capilar y el edema tisular.
- Disminuye el eritema y prurito en piel y mucosas.

### Interacciones
Los antihistamínicos de segunda generación H₁ “no sedantes” tienen pocas interacciones medicamentosas. No obstante, al ser metabolizados por el CYP3A4 y en menor medida por CYP2D6, no se deben administrar con fármacos que inhiben estas enzimas ya que pueden aumentar la concentración plasmática del fármaco aumentando el riesgo de reacciones adversas.
Aunque la loratadina es considerada como un antihistamínico no sedante, se ha observado una relación dosis-respuesta sedante en dosis elevadas. Por lo tanto, se considera prudente vigilar a los pacientes que sean tratados con depresores del sistema nervioso central como los barbitúricos, benzodiazepinas, opiáceos, antipsicóticos, hipnóticos, ansiolíticos, sedantes y antidepresivos tricíclicos.
Generalmente, no se le atribuyen interacciones con alimentos. Sin embargo, derivados de furanocoumarin (encontrado en toronja) aumenta los niveles de  loratadina en sangre ya que inhibe CYP3A4 y la bomba de P-glicoproteína.
| Fármacos que interaccionan con Loratadina | |
| Fármaco                                   | Resultados de la interacción |
| Antimicóticos de imidazol                 | Farmacocinética: Inhibidor de enzimas CYP3A4 y CYP2D6. Inhiben el metabolismo de Loratadina aumentando su concentración plasmática. Farmacodinamia: Aumenta riesgos de efectos secundarios. |
| Antibióticos macrólidos                   | Farmacocinética: Inhibidor de enzimas CYP3A4 y CYP2D6. Inhiben el metabolismo de Loratadina aumentando su concentración plasmática. Farmacodinamia: Aumenta riesgos de efectos secundarios. |
| Ketoconazol                               | Farmacocinética: Inhibidor de enzimas CYP3A4 y CYP2D6. Inhiben el metabolismo de Loratadina aumentando su concentración plasmática. Farmacodinamia: Aumenta riesgos de efectos secundarios. |
| Eritromicina                              | Farmacocinética: Inhibidor de enzimas CYP3A4 y CYP2D6. Inhiben el metabolismo de Loratadina aumentando su concentración plasmática. Farmacodinamia: Aumenta riesgos de efectos secundarios. |
| Itraconazol                               | Farmacocinética: Inhibidor de enzimas CYP3A4 y CYP2D6. Inhiben el metabolismo de Loratadina aumentando su concentración plasmática. Farmacodinamia: Aumenta riesgos de efectos secundarios. |
| Alcohol                                   | Farmacodinamia: Loratadina puede aumentar los efectos o niveles de alcohol, por lo anterior, puede provocar mareos y somnolencia, aumentando el riesgo de sobredosis.                       |
| Amprenavir                                | Farmacocinética: Loratadina reduce las concentraciones plasmáticas del fármaco, disminuyendo la eficacia del antirretroviral.                                                               |
| Amiodarona                                | Farmacodinamia: Aumenta los niveles o efectos de la Loratadina. Aumenta la severidad de la prolongación QTc.                                                                                |
| Droperidol                                | Farmacodinamia: Aumenta los niveles o efectos de la Loratadina. Aumenta la severidad de la prolongación QTc.                                                                                |
| Hidroxicina                               | Farmacodinamia: Aumenta los niveles o efectos de la Loratadina. Aumenta la severidad de la prolongación QTc.                                                                                |
| Sulfato de magnesio                       | Farmacodinamia: Aumenta los niveles o efectos de la Loratadina. Aumenta la severidad de la prolongación QTc.                                                                                |
| Brimonidina                               | Farmacodinamia: Aumenta los niveles o efectos de la Loratadina. Aumenta la severidad de la prolongación QTc.                                                                                |
| Oxibato de sodio                          | Farmacodinamia: Aumenta los niveles o efectos de la Loratadina. Aumenta la severidad de la prolongación QTc.                                                                                |
| Metotrimeprazina                          | Farmacodinamia: Aumenta los niveles o efectos de la Loratadina. Aumenta la severidad de la prolongación QTc.                                                                                |

## Uso clínico
La loratadina está indicada para el alivio sintomático de la fiebre del heno (alergia al polen, al polvo o a otras sustancias presentes en el aire) y otras alergias que incluyen síntomas como estornudos, rinorrea, prurito, lagrimeo y escozor de ojos. También se usa para tratar la picazón y el enrojecimiento causados por la urticaria y otras afecciones alérgicas dermatológicas. Sin embargo, la loratadina no es un tratamiento curativo sino temporal ante los síntomas.

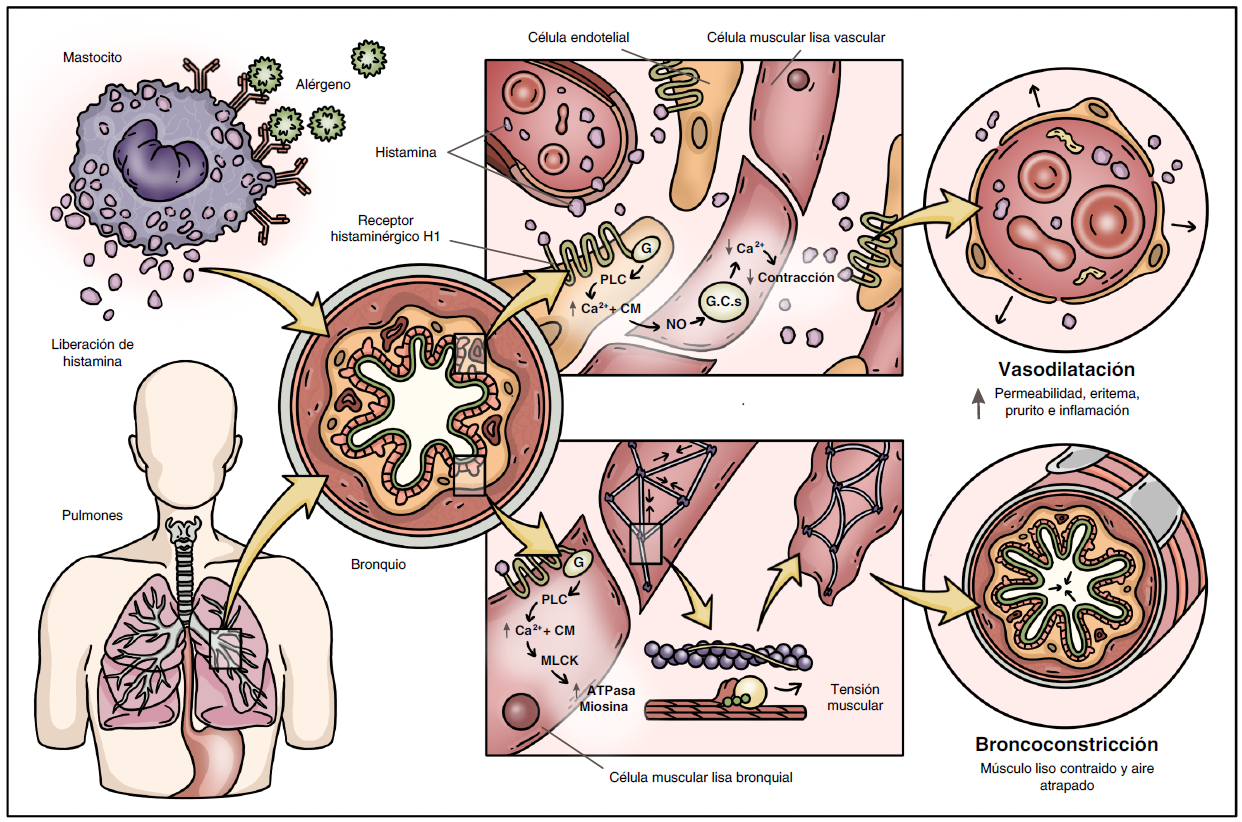
Figura 2. Mecanismo y efecto de la histamina en los receptores H₁. Genera vasodilatación y broncoconstricción.

De manera general, todos estos agentes externos ingresa en nuestro organismo, haciendo contacto con una barrera natural (piel o pulmones) activando el sistema inmunológico. Después de la interacción linfocitaria y la producción de anticuerpos IgE, estos van a interaccionar con células granulocíticas como mastocitos, basófilos y eosinófilos, liberando moléculas de histamina y otras sustancias inflamatorias que causan los síntomas de la alergia. Esto se puede observar en la figura 2. La desloratadina entonces bloquea esa vía biológica para tratar los síntomas.

### Efectos adversos
La loratadina es generalmente bien tolerada, y la mayoría de las personas no experimentan efectos adversos significativos. Sin embargo, la loratadina puede ser un antimuscarínico (inhibe los receptores muscarínicos de la acetilcolina) demostrando efectos adversos como mareos, xerostomía, náuseas, retención urinaria, midriasis y visión borrosa. Asimismo, se han reportado los efectos secundarios mencionados en la siguiente tabla.
| Reacciones adversas a Loratad - ina |                           | |
| Sistema implicado                   | Grupo CIOSM               | Tipo de reacción                                                                                               |
| Sistema Nervioso                    | Muy frecuentes >10%       | Cefalea (Registrado en alrededor del 12% de los casos) Nerviosismo e Inquietud (principalmente en pediátricos) |
| Sistema Nervioso                    | Frecuentes 1% - 10%       | Somnolencia (8%)                                                                                               |
| Sistema Nervioso                    | Raros 0.01% - 0.1%        | Fatiga Insomnio                                                                                                |
| Sistema Nervioso                    | Muy raros >0.01%          | Mareos Sedación                                                                                                |
| Sistema Nervioso                    | No reportada              | Síncope Fiebre                                                                                                 |
| Sistema Inmunológico                | Muy raros >0.01%          | Reacciones de hipersensibilidad (Anafilaxia y angioedema)                                                      |
| Sistema Inmunológico                | No reportada              | Infección viral                                                                                                |
| Sistema Gastrointestinal            | Frecuentes 1% - 10%       | Xerostomía (3%)                                                                                                |
| Sistema Gastrointestinal            | Poco frecuentes 0.1% - 1% | Aumento del apetito                                                                                            |
| Sistema Gastrointestinal            | Raros 0.01% - 0.1%        | Malestar abdominal                                                                                             |
| Sistema Gastrointestinal            | Muy raros >0.01%          | Náuseas Gastritis                                                                                              |
| Sistema Gastrointestinal            | No reportada              | Dolor abdominal Diarrea                                                                                        |
| Sistema tegumentario                | Muy raros >0.01%          | Erupción cutánea Alopecia                                                                                      |
| Sistema tegumentario                | No reportada              | Prurito |
| Sistema Urinario                    | Poco frecuentes 0.1% - 1% | Retención urinaria                                                                                             |
| Sistema Cardiovascular              | Muy raros >0.01%          | Taquicardia Palpitaciones Arritmia (Prolongación del intervalo QTc)                                            |
| Sistema Cardiovascular              | No reportada              | Hipertensión Hipotensión                                                                                       |
| Sistema Respiratorio                | Muy raros >0.01%          | Sibilancias |
| Sistema Respiratorio                | No reportada              | Epistaxis Faringitis Tos                                                                                       |
| Sistema Musculoesquelético          | No reportada              | Mialgia Artralgia                                                                                              |
| Sistema Visual                      | Muy raros >0.01%          | Midriasis Visión borrosa                                                                                       |
| Sistema Hepático                    | Muy raros >0.01%          | Función hepática anormal                                                                                       |

### Contraindicaciones
Se debe evitar en casos de hipersensibilidad a la loratadina u otros componentes de la fórmula. Aun cuando no ocurran efectos sedantes o sean mínimos, debe evitarse su uso en personas que por su trabajo estén expuestas a alto riesgo.
La loratadina está contraindicada en embarazo, lactancia y menores de 2 años.
- La seguridad y eficacia de la loratadina no han sido establecidas en niños de menos de 2 años. Por regla general las antihistamínicos no se deben usar en los neonatos debido a la posibilidad de una estimulación paroxística del sistema nervioso central.[11]

- Embarazo: Este fármaco y sus metabolitos pueden pasar barrera placentaria. Pertenece al grupo B. Debe usarse con precaución.

- Lactancia: Este fármaco y sus metabolitos son excretados en pequeñas cantidades en leche materna, pero logra alcanzar una concentración plasmática equivalente a la materna.
  - Los infantes pueden tener síntomas como sedación y aumento de peso.
  - Los antihistamínicos no afectan la secreción de prolactina.[23]

- Niños: los antihistamínicos del receptor H₁ pueden comportarse como agonistas inversos, los cuales son ligandos que se unen al mismo sitio que un agonista ejerciendo un efecto opuesto al suprimir la señalización del receptor. Con base en lo anterior, estos medicamentos pueden causar un efecto contrario a lo esperado, es decir, una estimulación del SNC, convulsiones o nerviosismo en niños menores de dos años y pacientes jóvenes.[21][25]

#### Contraindicaciones con enfermedades
- Pacientes con falla hepática severas se debería evitar o iniciar con una dosis menor.
- Los pacientes con insuficiencia hepática o renal pueden tener un riesgo aumentado de efectos adversos debido a la acumulación del fármaco y sus metabolitos.[26]
- La pequeña actividad anticolinérgica de los antihistamínicos H₁ puede resultar en una disminución del drenaje de las secreciones bronquiales agravando los ataques agudos de asma.[11]

### Sobredosis
Los síntomas de sobredosis por loratadina incluye efectos secundarios gastrointestinales, dolor de cabeza, agitación, mareo, taquicardia, dolor de cabeza y síntomas anticolinérgicos.
Se ha descrito una dosis tóxica en niños y adultos de 1,5 mg/kg, pero la dosis letal no está descrita.
Se recomienda hacer un tratamiento sintomático y apoyo general durante el tiempo necesario. Además, se recomienda evaluar con un ECG en pacientes con riesgos de taquiarritmias y prolongación del intervalo QTc.
Se puede inducir vómito seguido de la administración de carbón activado para absorber el fármaco restante. En caso de que lo anterior no sirva, se puede considerar un lavado gástrico.

### Presentaciones
El fármaco está disponible en tabletas, tabletas desintegrantes y jarabes. Las tabletas se pueden presentar en cajas con 10 o 30 tabletas, cada una con 10 mg; el jarabe se presenta en frascos de 60 0 100 ml con 1 mg/ml.
Dosis:
- Las dosis usuales para adultos y adolescentes son 10 mg orales una vez al día.
- Para los niños de 2 a 6 años, las dosis son de 5 mg orales una vez al día.
- En pacientes con insuficiencia renal (CrCl < 30 ml/min), la dosis debe ser de 10 mg una vez al día en días alternos.[11]

## Uso veterinario
La loratadina es un fármaco que puede ser utilizado en perros y gatos para afecciones inflamatorias y alérgicas agudas como reacciones de vacunación, picaduras de abejas y/o insectos y manejo de la picazón de la piel. Generalmente el medicamento se tolera bien y es poco probable que produzca efectos secundarios; sin embargo, en ocasiones puede presentar sedación, vómito, diarrea, boca seca, disminución en producción de lágrimas y letargo. El medicamento no se receta a gatos o perros con xerofltalmia; además, está contraindicado para animales con problemas hepáticos y a aquellos que tengan sensibilidad al fármaco.
Este fármaco nunca debe administrarse sin consultar primero a un veterinario. Este fármaco puede presentarse como tabletas, tabletas desintegradoras y jarabes.
Las tabletas que se desintegran (también llamadas “bucodispersables”) pueden contener xilitol, una toxina canina, y el jarabe de Claritin® se conserva en propilenglicol, el cual puede acumularse en gatos y ser tóxico.

## Otros usos

### Controversias
La loratadina fue uno de los primeros medicamentos publicitarios directos al consumidor.
En 1983, la farmacéutica Boots Pharmaceuticals emitió el primer comercial estadounidense para un medicamento recetado, el analgésico Rufen (ibuprofeno). Rápidamente la Administración de Alimentos y Medicamentos (FDA) envió una carta de cese al fabricante para dejar de transmitir el anuncio ya que este no incluyó información de prescripción. Debido a lo anterior y a otros anuncios publicitarios, en 1985, la FDA respondió con una regulación exigiendo que las farmacéuticas y fabricantes podían transmitir anuncios siguiendo una serie de reglas para divulgar efectos secundarios y otra información importante.
A mediados de los 90, el equipo de marketing de Schering-Plough®, farmacéutica que comercializaba la loratadina bajo el nombre de Claritin®, encontró una forma de eludir las reglas. Publicaron comerciales de reconocimiento de marca  que no mencionaba para qué era Claritin®, solo tenía una voz en off que decía “por fin, un día claro está aquí”, “es hora de Claritin” y que, a su vez, le imploraba a los espectadores, repetidamente, que consultaran a su médico por el medicamento. Lo anterior generó un importante aumentó en el número de prescripciones del medicamento y abrió una serie de nuevos caminos en la publicidad para el consumidor.
Otro método de estategia publicitaria fue por medio del cómic "Batman - Claritin Allergy Special", el cual Claritin® patrocinó en 1998. El cómic fue escrito por PRIEST, y dibujado por Joe Staton y Mike DeCarlo. En este, el personaje Tim Drake estaba inhabilitado de pelear contra el crimen debido a sus síntomas de alergia y al usar otros fármacos antihistamínicos le producen somnolencia. Después de recibir una receta de Loratadina (Claritin®), salva a Batman de la Hiedra Venenosa.
En 1997, la FDA decidió disminuir la rigurosidad de las reglas para los comerciales de televisión. Los fabricantes ahora podían ofrecer números 1-800, remitir a televidentes a anuncios impresos y motivar a las personas a hablar con un médico si estaban interesados en información adicional que la FDA exigía anteriormente para los anuncios televisivos. En consecuencia, el gasto en publicidad directa al consumidor que hacía la industria farmacéutica pasó de $360 millones en 1995 a $1,3 mil millones en 1998 y para 2006 llegó a $5 mil millones.
Su principal metabolito, desloratadina, como fármaco se considera un “me too”, lo cual es una modificación química que no tiene ninguna ventaja terapéutica o de seguridad sobre la molécula original. Pero en este caso, tiene patente y se considera medicamento original. Las presentaciones comerciales de Loratadina 10mg y Desloratadina 5mg son equipotentes, con la misma efectividad, el mismo nivel de seguridad y reporte de efectos adversos.
El costo final para la desloratadina es diez veces más que la loratadina a pesar de generar los mismos efectos farmacológicos.